# Kolumbianische Fußballnationalmannschaft (U-17-Junioren)
Die kolumbianische U-17-Fußballnationalmannschaft ist eine Auswahlmannschaft kolumbianischer Fußballspieler. Sie unterliegt der Federación Colombiana de Fútbol und repräsentiert sie international auf U-17-Ebene, etwa in Freundschaftsspielen gegen die Auswahlmannschaften anderer nationaler Verbände, bei U-17-Südamerikameisterschaft und U-17-Weltmeisterschaften.
Die Mannschaft wurde 1993 im eigenen Land Südamerikameister sowie 2007 Vize-Südamerikameister. 1988 und 2003 belegte sie den dritten Platz.
Ihr bestes Ergebnis bei einer Weltmeisterschaft erreichte sie 2003 in Finnland. Nach einer Halbfinalniederlage gegen den späteren Weltmeister Brasilien und einer Niederlage gegen Argentinien belegte sie den vierten Platz. 2007 schied die Mannschaft im Achtelfinale aus, 2009 im Viertelfinale.

## Teilnahme an U-17-Weltmeisterschaften
(Bis 1989 U-16-Weltmeisterschaft)
| 1985 | nicht qualifiziert |
| 1987 | nicht qualifiziert |
| 1989 | Vorrunde           |
| 1991 | nicht qualifiziert |
| 1993 | Vorrunde           |
| 1995 | nicht qualifiziert |
| 1997 | nicht qualifiziert |
| 1999 | nicht qualifiziert |
| 2001 | nicht qualifiziert |
| 2003 | 4. Platz           |
| 2005 | nicht qualifiziert |
| 2007 | Achtelfinale       |
| 2009 | Viertelfinale      |
| 2011 | nicht qualifiziert |
| 2013 | nicht qualifiziert |
| 2015 | nicht qualifiziert |
| 2017 | Achtelfinale       |
| 2019 | nicht qualifiziert |
| 2023 | nicht qualifiziert |

## Teilnahme an U-17-Südamerikameisterschaft
(Bis 1988 U-16-Südamerikameisterschaft)
| 1985 | 6. Platz |
| 1986 | Vorrunde |
| 1988 | 3. Platz |
| 1991 | Vorrunde |
| 1993 | Sieger   |
| 1995 | Vorrunde |
| 1997 | Vorrunde |
| 1999 | Vorrunde |
| 2001 | Vorrunde |
| 2003 | 3. Platz |
| 2005 | 4. Platz |
| 2007 | 2. Platz |
| 2009 | 4. Platz |
| 2011 | 5. Platz |
| 2013 | Vorrunde |
| 2015 | 6. Platz |
| 2017 | 4. Platz |
| 2019 | Vorrunde |
| 2023 | Vorrunde |